# Tauriac-de-Naucelle
Tauriac-de-Naucelle är en kommun i departementet Aveyron i regionen Occitanien i södra Frankrike. Kommunen ligger  i kantonen Naucelle som ligger i arrondissementet Rodez. År 2022 hade Tauriac-de-Naucelle 386 invånare.

## Befolkningsutveckling
Antalet invånare i kommunen Tauriac-de-Naucelle
Referens: INSEE